# Vânători, Vrancea
Vânători là một xã thuộc hạt Vrancea, România. Dân số thời điểm năm 2002 là 5542 người.